# Монастиріха
Монастирі́ха (рос. Монастыриха) — присілок у складі Нюксенського району Вологодської області, Росія. Входить до складу Городищенського сільського поселення.

## Населення
Населення — 13 осіб (2010; 28 у 2002).
Національний склад (станом на 2002 рік):
- росіяни — 100 %